# Anna Mettbach
Anna Mettbach (Ulfa, Nidda, 1926 - Giesse, 2015), nacida Anna Kreuz, fue una gitana sintí alemana y sobreviviente del Holocausto. Publicó sus memorias en 1999 por las que recibió varios premios.Colaboró con el Centro Cultural y de Documentación de los gitanos Sinti y Roma alemanes en Heidelberg.

## Trayectoria
A los 16 años fue deportada a Auschwitz-Birkenau, donde presenció el exterminio masivo en las cámaras de gas. Dado que las SS la clasificaron como “apta para el trabajo”, fue enviada al campo de concentración de Ravensbrück a principios de agosto de 1944 y finalmente, a un campo en Wolkenburg (Sajonia), donde tuvo que hacer trabajos forzosos para Siemens. Fue liberada por las tropas estadounidenses en una marcha de la muerte a Dachau. Se casó con Ignatz Mettbach de Giessen, que a su vez, había sobrevivido al campo de concentración de Buchenwald.
En 1999 presentó sus memorias ¿Quién será el próximo? sobre las persecuciones que había sufrido. Solía dar conferencias en las escuelas y en eventos como testigo del holocausto. También participó en numerosos eventos del Consejo Central de Sinti y Roma Alemanes.  Participó en la inauguración del 25 de marzo de 2003 del monumento a los pueblos sinti y romaní en Leipzig. Desde el 2012  se celebra una conmemoración oficial el 16 de marzo en recuerdo de todos los Giessen Sinti que fueron deportados al campo de exterminio de Auschwitz-Birkenau en 1943.

## Reconocimientos
- 2012 Cruz Federal al Mérito (Medalla al Mérito)[2]
- 2012 Medalla Hedwig Burgheim de la ciudad de Giessen[3]

## Publicaciones
- "¿Quién será el próximo?": la historia de dolor de un Sintezza que sobrevivió a Auschwitz . Fráncfort a. M.: Brandes y Apsel 1999, segunda edición 2005, ISBN 3-86099-163-9 .